# Philippi Samling
49°17′10.932″N 7°13′17.076″Ø / 49.28637000°N 7.22141000°Ø
Philippi-samlingen er en samling af hovedbeklædninger i forbindelse med tro, religion og spiritualitet.

## Samling
Philippi-samlingen er en privatsamling, hvis objekter er samlet af Dieter Philippi fra Saarbrücken, direktør for en telekommunikationsvirksomhed.
Samlingens fokus er over femhundrede hovedbeklædninger fra kristendom, islam, jødedom, caodaisme, shintoisme, buddhisme, sikhisme, frikirke, sufisme, anabaptisme og andre trossamfund.
Dertil kommer over hundrede gejstlige og kirkelige effekter som f.eks. pavens sko, pontifikalhandsker, pallier, brystkors, biskopringe, paveligt porcelæn, soutanbånd, kardinalsjal og meget mere.
Derudover indeholder samlingen 52 brystkorssnore, delvist fremstillet i kostbart possementhåndværk. Paven, kardinalerne, biskopperne og abbederne i den romerskkatolske kirke bærer deres brystkors i brystkorssnorene.

## Placering
Samlingen er p.t. ikke offentligt tilgængelig, men kan opleves af interesserede besøgende efter telefonisk aftale. Samlingen forefindes i Kirkel i Saarland, Tyskland.

## Ide og formål
I starten havde hovedbeklædningen en beskyttende funktion. I tidens løb blev den også et symbol: Hovedbeklædningen kendetegnede menneskers oprindelse, stand, erhverv, tilhørsforhold og hierarki. Til sidst blev den en udsmykning.
De religiøse og gejstlige hovedbeklædninger udgør kun en lille del af alle hovedbeklædninger. Hvis man kender hovedbeklædningernes forskellige betydninger, er det muligt at udlede bærerens tilhørsforhold og status. Mange hovedbeklædninger har også en udsmykkende funktion, eftersom de er fremstillet af sjældne og kostbare materialer. Hovedbeklædningens beskyttende funktion er i dag mindre vigtig.

## Udstillinger
- Oktober 2010 til juli 2011: "Deutsches Hygiene-Museum" (forum for videnskab, kultur og samfund) i Dresden udstiller en lille del af samlingen i sin udstilling "Kraftwerk Religion".
- Marts til april 2011: Sparkasse Saarbrücken, Hauptstelle Am Neumarkt

## Galleri
- Nogle udvalgte hovedbeklædninger og objekter fra Philippi-samlingen
- Kalansowa (Kalansoah, Qalansuwah, Kalansawa) - Bæres i den koptisk-ortodokse kirke af biskopper og præster, der tilhører munkestanden.
- Zuchetto (pileolus, soli deo, kalot) af hvid silke - bæres af paven.
- Sagharvart - bæres i Den Armenske Apostolske Kirke af ærkepræster
- En ærkebiskops saturno (Cappello Romano) med kostbart guldbroderi med bl.a. fin, hul guldtråd
- Schtreimel - bæres af chassidiske jøder på sabbatten og festdage.
- Baret Kurhessen-Waldeck – bæres af protestantiske præster til talar ved tjeneste uden for kirken
- Tam Quam Mao - bæres i caodaismen af kardinalerne fra "det blå parti"
- Pan Zva (Hat med de lange øreklapper) - bæres i tibetansk buddhisme af Nyingma-skolens pandita
- Imam Sarik - bæres i islam af forbedere og imamer hovedsageligt i Egypten
- Røde sko, fremstillet af den pavelige skomager Adriano Stefanelli, Novara - bæres af H.H. pave Benedikt XVI.